# فوکر اف.۲۴
فوکر اف. ۲۴ (به انگلیسی: Fokker F.XXIV) یک هواپیمای ساختِ فوکر است . 